# ژان-کلود کاریر
ژان-کلود کاریِر (به فرانسوی: Jean-Claude Carrière) \ka.rjɛr\ (زاده ۱۷ سپتامبر ۱۹۳۱ – درگذشته ۸ فوریهٔ ۲۰۲۱ در پاریس) فیلم‌نامه‌نویس و بازیگر فرانسوی بود. او همچنین در چندین فیلم نیز بازی کرد. او رئیس مدرسه عالی تصویر و صدای فرانسه بود و در سال ۱۹۸۱ جزو هیئت داوران جشنوارهٔ کن بود. کاریر همکاری طولانی‌مدتی با لوییس بونوئل داشت.
همسر وی نهال تجدد نویسندهٔ ایرانی و دختر مهین تجدد یکی از پیشتازان عرصهٔ نمایشنامه‌نویسی در ایران است. علاقهٔ اصلی کاریر اقتباس از ادبیات است و بیشتر کارگردان‌هایی که دوست دارند از مشهورترین داستان‌های تاریخ ادبیات اقتباس کنند به سراغ او می‌روند.

## زندگی
ژان-کلود کاریِر زاده ۱۹ سپتامبر ۱۹۳۱ در فرانسه بود. هرچند وی در طی دوران کاری‌اش به نمایشنامه‌نویسی، فیلمنامه‌نویسی، نویسندگی، آموزش، و حتی بازیگری مشغول بوده ولی عمدهٔ شهرتش را مدیون فیلمنامه‌نویسی بود. نام بیش از صد اثر سینمایی و تلویزیونی به او پیوند خورده است که بسیاری از آن‌ها فیلم‌های مهمی در تاریخ سینما محسوب می‌شوند. او کار جدی‌اش را در سینما با لوییس بونوئل، کارگردان اسپانیایی آغاز کرد و تا پیش از مرگ بونوئل ۶ فیلم با او کار کرد که به ترتیب عبارت بودند از: خاطرات یک کلفت (۱۹۶۴)، بل دو ژور (۱۹۶۷)، راه شیری (۱۹۶۹)، جذابیت پنهان بورژوازی (۱۹۷۲)، شبح آزادی (۱۹۷۴) و میل مبهم هوس (۱۹۷۷). وی در دوران آخر زندگی بونوئل (چه بسا در کل زندگی‌اش) نزدیک‌ترین فرد به او محسوب می‌شد و به گفتهٔ خودش، به‌طور دونفری با بونوئل حدود ۲۰۰۰ بار غذا خورده است! در واپسین روزهای زندگی بونوئل، کاریِر موفق شد او را راضی کند که خاطراتش را بنویسد و کتاب آخرین نفس‌هایم حاصل این سماجت بود. کاریِر در تنها تلاشی که برای کارگردانی صورت داد، در سال ۱۹۶۹ فیلمی کوتاه ساخت که توانست با این فیلم جایزهٔ ویژهٔ هیئت داوران کن را از آن خود کند. وی فیلمنامه‌نویسی را ادامه داد و در این مدت با کارگردانان بین‌المللی همچون: فولکر شلوندورف، وین ونگ، هکتور بابنکو، پیتر بروک، ژان پل راپنو، میلوش فورمن، فیلیپ کافمن، آندری وایدا، پاتریس شرو، ژان لوک گدار، فیلیپ دو بروکا، برتراند تاورنیه، ژاک دری و ناگیسا اوشیما کار کرد. در میان فیلمنامه‌های او هم آثار اریژینال دیده می‌شود و هم اقتباس‌های ادبی. مشهورترین اقتباس‌اش از رمان بار هستی میلان کوندرا است که کافمن در سال ۱۹۸۸ آن را تبدیل به فیلم کرد. در سال ۱۹۷۹، کتاب مشهور گونتر گراس به نام طبل حلبی را تبدیل به فیلمنامه کرد که نسخه‌ای که شلوندورف از روی آن ساخت اسکار بهترین فیلم خارجی را دریافت کرد. وی در همکاری بعدی‌اش با شلوندورف، عشق سوان را از آثار مارسل پروست برداشت کرد. فیلمنامهٔ والمونت (۱۹۸۹) که میلوش فورمن آن را تبدیل به فیلم کرد، اقتباسی از کتاب روابط خطرناک اثر پیر-آمبرواز شودرلو دو لاکلو بود. ضمن آن که سه تا از شش همکاری کاریِر با بونوئل اقتباس از کتاب‌هایی نه چندان مشهور بودند. کاریِر کتاب منطق‌الطیر عطار نیشابوری را نیز به نمایشنامه‌ای تبدیل کرد که پیتر بروک، کارگردان مشهور تئاتر، آن را به روی صحنه برد (این کتاب توسط داریوش مودبیان، تحت نام مجمع مرغان به فارسی برگردانده شده است). وی در سال ۱۹۹۳ سفری به هند داشت و در آنجا پای صحبت‌های دالایی لاما نشست و حاصل آن کتابی شد تحت عنوان خشونت و ترحم: گفتگوهایی در باب زندگی امروز. او در سال ۱۹۹۴ اتوبیوگرافی خود را در کتابی با نام زبان پنهان فیلم منتشر کرد. از کاریِر داستان‌ها، نمایشنامه‌ها و فیلمنامه‌های زیادی در غرب منتشر شده است. از تجربه‌های مهم‌تر بازیگری‌اش نیز می‌توان به فیلم‌های خاطرات یک کلفت، راه شیری و شب و لحظه (آنا ماریا تاتو، ۱۹۹۵) اشاره کرد.
برخی از مهم‌ترین افتخارات ژان-کلود کاریِر:
دو بار نامزدی اسکار بهترین فیلمنامه اقتباسی برای فیلم‌های بار هستی (۱۹۸۸) و میل مبهم هوس (۱۹۷۷) و یک بار نامزدی اسکار بهترین فیلمنامه اصلی برای فیلم جذابیت پنهان بورژوازی (۱۹۷۳). برنده بهترین فیلمنامه اقتباسی در بفتا برای بار هستی (۱۹۸۸) و برنده بهترین فیلمنامه اصلی در بفتا برای جذابیت پنهان بورژوازی (۱۹۷۴).
نمایش روال عادی کاریِر در تابستان ۱۳۸۹ به کارگردانی محمدرضا خاکی و با بازی ایوب آقاخانی و مسعود دلخواه در تئاتر شهر تهران روی صحنه رفت.
درسال ۲۰۱۹ فیلمنامه ژان-کلود کاریر که براساس کتاب "اعمال غیرمتعارف (۱۹۸۶): زندگی یک راهبه لِزبین در ایتالیای رنسانس" نوشته جودیت سی. براون نوشته شده بود؛ مورد بازنویسی کارگردانی به نام پل ورهوفن قرار گرفت و فیلم بندتا (۲۰۲۱) بر پایه نوشته ایشان، ساخته شد.

## جوایز
- ۱۹۸۹ - نامزد اسکار فیلم‌نامه‌نویسی برای فیلم سَبُکیِ تحمل‌ناپذیر هستی به همراه فیلیپ کافمن
- ۱۹۷۸ - نامزد اسکار فیلم‌نامه‌نویسی برای فیلم میل مبهم هوس به همراه لوییس بونوئل
- ۱۹۷۳ - نامزد اسکار فیلم‌نامه‌نویسی برای فیلم جذابیت پنهان بورژوازی به همراه لوییس بونوئل
- ۱۹۶۳ - برندهٔ اسکار بهترین فیلم کوتاه برای فیلم جشن یادگاری به همراه پیر اته
- ۱۹۶۹ - نامزد نخل طلا بهترین فیلم کوتاه برای فیلم قیچی چمن‌زنی
- ۲۰۱۴ -برنده جایزه اسکار افتخاری